# برایم گلی نفرست
برایم گلی نفرست (انگلیسی: Send Me No Flowers) فیلمی در ژانر کمدی رمانتیک به کارگردانی نورمن جویسون است که در سال ۱۹۶۴ منتشر شد.

## داستان
یک مرد متوهم (راک هادسن) معتقد است که بزودی می‌میرد بنابراین نقشه‌هایی برای همسرش می‌کشد، اما غافل از اینکه همسرش از موضوع خبردار می‌شود و سوء تفاهم به وجود می‌آید.

## بازیگران
- راک هادسن در نقش جورج کیمبال
- دوریس دی در نقش جودی کیمبال
- تونی رندل در نقش آرنولد نش
- کلینت واکر در نقش برت پاور
- ادوارد اندروز در نقش دکتر رالف موریسی
- پاتریشیا بری در نقش لیندا بولارد